# La puerta del tiempo
La puerta del tiempo fue un especial protagonizado por Jorge y César Cadaval (Los Morancos) en TVE el martes 31 de diciembre de 2013.
Los Morancos traspasaron 'La puerta del tiempo' en un especial de 70 minutos de duración con sketches en los que César y Jorge Cadaval se convirtieron en personajes históricos y actuales, repasaron momentos clave de la actualidad de ese momento y protagonizaron parodias y musicales.

## Reparto
- Jorge Cadaval
- César Cadaval
- Dani Mateo - dependiente de una tienda
- Mariló Montero - ella misma
- Rosario Flores - ella misma
- Eva González - ella misma
- Francisco Rivera - amigo de Joshua
- Sergio Ramos - amigo de Joshua